# Station Warszawa Służewiec
Station Warszawa Służewiec is een spoorwegstation in het stadsdeel Mokotów in de Poolse hoofdstad Warschau.